# ذمية
الذميّة هي فرقة من غلاة الشيعة.
ذكر صاحب كشاف اصطلاحات الفنون أنهم «لقبوا بذلك لأنهم ذموا محمد صلى الله عليه وآله وسلم لأن عليا هو الإله، وقد بعثه ليدعوا الناس إليه فدعا إلى نفسه...فهؤلاء كفار مشركين بلا ريب.»
وقيل أيضا أن الذمية اسم آخر لفرقة «البهشمية»، وهم أصحاب أبي هاشم بن الجبائي من المعتزلة، وسموا كذلك لقولهم باستحقاق الذم والعقاب لا على فعل ولكن من أجل أن القادر المكلّف لم يفعل ما أُمر به مع مقدرته عليه.